# 馬力
馬力（英語：horsepower，hp，PS），俗稱匹，是一個古老的功率單位。马力的定义有很多种，现今常用的两种马力为英制马力和公制马力：英制马力（hp）等于550 ft⋅lbf/s，约为745.7 W；公制马力（PS）等于75 kgf⋅m/s，约为735.5 W。
马力最初是由苏格兰工程师、蒸汽机改良者詹姆斯·瓦特所创设，用以比较蒸汽机和马的输出功率。后来马力也用来表示其它类型的活塞发动机、涡轮发动机和电动机的输出功率。今日除了航空、造船與汽車工業提及內燃機的功率、空調的制冷效能以外，在其他領域較為少用馬力這個單位，而會使用標準的國際功率單位瓦特。

## 历史
蒸汽动力装置发明之后，如何比较蒸汽机和马等役用动物的输出成为一个问题。瓦特测定一匹马一个小时可以转动磨坊转盘144圈，转盘半径为12英尺，即马每分钟前进2.4 × 2π × 12英尺。同时，瓦特判断马的拉力为180磅力，因此，马的功率为：
{\displaystyle P={\frac {W}{t}}={\frac {Fd}{t}}={\frac {180~{\text{lbf}}\times 2.4\times 2\,\pi \times 12~{\text{ft}}}{1~{\text{min}}}}=32{,}572~{\frac {{\text{ft}}\cdot {\text{lbf}}}{\text{min}}}.}
将此数值向上取整，即得到33,000 ft⋅lbf/min。

## 定義
馬力有以下幾種現代常用的定義：
| 機械馬力（mechanical horsepower） 英制馬力（imperial horsepower） hp(I) | ≡ 33,000 ft⋅lbf/min = 550 ft⋅lbf/s = 745.69987158227022 W            |
| 公制馬力（metric horsepower） PS hp(M)                                  | ≡ 75 kgf⋅m/s ≡ 735.49875 W                                           |
| 電氣馬力（electrical horsepower） hp(E)                                 | ≡ 746 W                                                              |
| 鍋爐馬力（boiler horsepower） hp(S)                                     | ≡ 33,475 BTU/h = 9,809.5 W                                           |
| 液壓馬力（hydraulic horsepower）                                        | = 流量（US gal/min）× 压强（psi）× 7/12,000 = 550 ft⋅lbf/s = 1 hp(I) |

不同的馬力定義有時會以不同符號或後綴區別，例如：hp(I)代表英制馬力（imperial horsepower）或称機械馬力，PS或hp(M)代表公制馬力（metric horsepower），hp(S)代表鍋爐馬力或称蒸氣馬力（steam horsepower），hp(E)代表電氣馬力（electrical horsepower）。
液壓馬力與機械馬力其實是相等的。以上公式乃是便於液壓或水力系統中的計算。

### 空調系統
空調系統的匹數不是指電功率。一匹是指製冷量8000–9000 BTU/h（2.34–2.64 kW）的冷氣機。
- 根據香港電燈的估算，一匹冷氣機的電功率大約960 W[2]。
- 一匹的定頻式冷氣機（9000 BTU/h）的電功率一般介乎800 W到1000 W。
- 一匹的變頻式冷氣機（1700–10,500 BTU/h）能夠在250 W到1250 W間運行。若以供暖模式（12,000 BTU/h）運作，電功率可達到1600 W。